# Paulo José Pinto
Paulo José Pinto Júnior (San Paolo, 19 aprile 1980) è un giocatore di calcio a 5 brasiliano.

## Carriera
Giocatore di movimento con spiccata propensione offensiva, è un laterale mancino utilizzato frequentemente come pivot. Inizia la carriera in Brasile, disputando la Liga Futsal con le maglie di Santos e San Paolo. Nel 2005 si trasferisce in Spagna al Manacor con cui conquista la promozione nella División de Honor. Nella stagione 2008-09 la neopromossa società balearica chiude all'ultimo posto in classifica, ritornando nella División de Plata, ma già nel 2010-11 la società ritorna nella massima serie: il quinto posto al termine della stagione regolare garantisce inoltre l'accesso ai play-off scudetto, terminati ai quarti di finale. Si trattiene a Manacor per un'altra stagione, al termine del quale firma un biennale con ElPozo Murcia, alla ricerca di un'ala sinistra per sostituire il capocannoniere Esquerdinha passato alla Dina Mosca
. Problemi fisici e di ambientamento frenano l'inserimento del giocatore, che solo nel girone di ritorno torna a esprimersi con continuità, mettendo a segno 15 gol tra campionato e play-off. La stagione della squadra si conclude amaramente con la sconfitta sia nella finale scudetto contro il Barcellona sia in quella della Coppa Intercontinentale contro l'Intelli Orlândia. Nel luglio 2013 si trasferisce al L.C. Five Martina, formazione pugliese neopromossa in serie A. Alla prima esperienza nel campionato italiano Paulinho vince la classifica dei marcatori, segnando 29 reti in 17 incontri disputati. L'ottimo adattamento al campionato italiano convincono la Lazio a puntare su di lui per la stagione 2014-15 ed il pivot non delude le attese, aiutando i biancocelesti, rinnovatissimi dopo il cambio di società avvenuto in estate e guidati in panchina da Massimiliano Mannino, ad arrivare ai quarti di finale Scudetto (sconfitti in tre gare dalla Luparense) ed alla semifinale di Coppa Italia, dopo aver chiuso il girone d'andata al primo posto. Nella stagione successiva la Lazio rinnova gran parte della sua rosa e Paulinho si trasferisce alla neopromossa Carlisport Cogianco.

## Palmarès

### Club
- Campionato di Serie A2: 1
Civitella: 2017-18 (girone A)

### Individuale
- Capocannoniere della Serie A: 1

Martina 2013-14